# 파올로 몬나
파올로 몬나(이탈리아어: Paolo Monna, 1998년 4월 19일~)는 이탈리아의 사격 선수로 주 종목은 권총이다. 2024년 하계 올림픽 사격 남자 10m 공기권총 종목에서 동메달을 획득했다.